# Territorija (film 2014)
Territorija (Территория) è un film del 2014 diretto da Aleksandr Mel'nik.

## Trama
Il territorio è un luogo che mette alla prova le persone. Il film racconta il geologo Il'ja Činkov, che riunisce un team di persone coraggiose per trovare il leggendario oro del Territorio.